# Keswick Creek
Keswick Creek är ett vattendrag i Australien. Det ligger i regionen City of West Torrens och delstaten South Australia, nära delstatshuvudstaden Adelaide.
Runt Keswick Creek är det i huvudsak tätbebyggt. Runt Keswick Creek är det mycket tätbefolkat, med 1 754 invånare per kvadratkilometer. Genomsnittlig årsnederbörd är 593 millimeter. Den regnigaste månaden är juli, med i genomsnitt 95 mm nederbörd, och den torraste är december, med 13 mm nederbörd.